# Route nationale 10 (Luxembourg)
Pour les articles homonymes, voir N10 et Route nationale 10.
La route nationale 10 (luxembourgeois : Nationalstrooss 10) est une route nationale reliant Schengen à Marnach en passant par Remich et Echternach

## Géographie
La frontière se trouve sur la Moselle et la Sûre.